# ICreate
iCreate est un magazine mensuel (11 numéros par an, plus d'éventuels hors-série)  pour les utilisateurs de produits Apple (ordinateurs Macintosh, baladeur iPod, téléphone iPhone, tablette iPad et montre Apple Watch).
Il offre des conseils concernant des logiciels d'Apple  (iTunes, iPhoto…) et présente et/ou teste des nouveautés matérielles et logicielles compatibles avec les produits Apple.

## Description
Il est édité par la société Presse Factory (Paris), sous licence d'Imagine Publishing (UK) dont il reprend et adapte une partie du contenu. Le numéro 1 de iCreate est sorti en France à la fin de l'année 2004. Son prix de vente en kiosque (France) est de 6 euros.
iCreate se distingue par une large place accordée aux tutoriels et dossiers pratiques. C'est également le dernier magazine de la presse consacrée au Mac en France à avoir proposé un cédérom à ses lecteurs, remplacé par des bonus téléchargeables grâce à un code publié dans chaque numéro papier à compter de son numéro 91 (mai 2013).
Depuis le numéro 109, le code de téléchargement a disparu et le magazine propose une planche d'autocollants repositionnables en plus produit gratuit.
Sa pagination est de 116 pages, exceptionnellement 132. Son façonnage intègre un dos collé et un vernis sélectif sur la couverture.
Il est disponible en kiosque ou par abonnement.